# Werner Behrend
Werner Behrend (* 2. November 1918 in Königsberg (Preußen); † 19. März 1987) war ein deutscher Politiker. Er wirkte in der DDR in den oberen Parteigliederungen der CDU.

## Leben
Behrend, als Sohn eines Kaufmanns geboren, erlernte von 1935 bis 1938 den Beruf eines Autoschlossers, danach absolvierte er eine kaufmännische Lehre. 1939 legte Behrend die Handlungsgehilfenprüfung ab. Zum 1. Mai 1937 trat Behrend in die NSDAP ein (Mitgliedsnummer 4.926.829).
Nach dem Zweiten Weltkrieg wurde Behrend 1945 Mitglied der CDU und Leiter der Preisüberwachung bei der Kreisverwaltung Schönberg. Zwischen 1947 und 1951 war er Kreisrat in Schönberg und Grevesmühlen. 1951/52 war er Referent im CDU-Landesverband Mecklenburg und 1952 im Rat des Bezirkes Schwerin. Von 1952 bis 1955 fungierte er als Vorsitzender des Kreisverbandes Schwerin-Stadt. 
Von 1956 bis 1968 war er Vorsitzender des Bezirksverbandes Suhl. Gleichzeitig war er Abgeordneter des Bezirkstages Suhl und Nachfolgekandidat des CDU-Hauptvorstandes. Von 1968 bis 1970 fungierte Behrend als Vorsitzender des Bezirksverbandes Gera der CDU. Im Mai 1970 wurde er zum Vorsitzenden des Bezirksvorstandes Bezirk Erfurt der CDU gewählt, dieses Amt bekleidete er bis zu seinem Ausscheiden in den Ruhestand im Jahre 1984.
Behrend war Abgeordneter des Bezirkstages Erfurt und Mitglied des Hauptvorstandes der CDU.

## Ehrungen
- Verdienstmedaille der DDR (1959)
- Ernst-Moritz-Arndt-Medaille (1959)
- Vaterländischer Verdienstorden in Bronze (1962), Silber (1970) und Gold (1983)[3]
- Banner der Arbeit, Stufe I (1978)[4]
- Verdienstmedaille der DDR
- Otto-Nuschke-Ehrenzeichen der CDU in Bronze, Silber und Gold
- Ehrennadel der Nationalen Front